# Dmitri Iwanowitsch Tolstoi

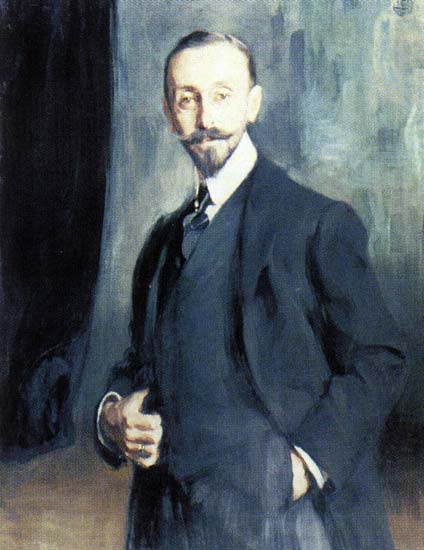
Dmitri Iwanowitsch Tolstoi

Dmitri Iwanowitsch Tolstoi (russisch Дмитрий Иванович Толстой; * 30. Mai 1860 in Sankt Petersburg; † 5. März 1941 in Nizza) war ein russischer Kunsthistoriker.

## Leben
Er war Angehöriger der Familie der Grafen Tolstoi. Seine Eltern waren der russische Minister Iwan Matwejewitsch Tolstoi (1806–1867) und Elisabeta Wassiliewna Tulinowa (1826–1870). Sein Bruder war Iwan Iwanowitsch Tolstoi. Tolstoi war als Nachfolger von Iwan Alexandrowitsch Wsewoloschski von 1909 bis 1918 Museumsleiter der Eremitage in Sankt Petersburg. Er war mit Gräfin Jelena Michailowna Tschertkowa verheiratet. 
Während der Februarrevolution war die Eremitage für die Öffentlichkeit gesperrt, obwohl die akademische Arbeit praktisch keinen einzigen Tag aufhörte. Im April 1917, als sich die Lage in Sankt Petersburg stabilisiert hatte, nahm auf Anweisung von Tolstoi das Museum wieder Besucher auf und öffnete mit den Atlanten den Eingang durch den Portikus des Museums. Infolge der Oktoberrevolution endete seine Tätigkeit als Museumsleiter der Eremitage.